# أصيصانية
الأصيصانية (الاسم العلمي: Chytridiomycetes) هي طائفة من الفطريات تتبع شعبة الأصيصينية من تحت مملكة الفطريات الأصيصية.

## التصنيف
- الطائفة الأصيصانية
  - رتبة الأصيصيات
    - الفصيلة الأصيصية
      - جنس الأصيصاء